# Univel
Univel era una empresa estadounidense formada como joint venture entre Unix Systems Laboratories (USL, por aquel entonces perteneciente a ATT/Bell) y Novell en 1991.
Desarrolló el sistema operativo UnixWare, una versión de Unix System V.
La empresa desapareció al ser comprada USL por Novell en 1993.
- Datos: Q2495515